# ジャンナトゥル・バキー墓地
ジャンナトゥル・バキー墓地（アラビア語: جَـنَّـة الْـبَـقِـيْـع, Jannat al-Baqīʿ）は、ヒジャーズ地方のマディーナにあるイスラーム世界最古かつ最も有名な墓地である。預言者モスクの南東に隣接し、バキーゥル・ガルカド（アラビア語: بَـقِـيْـع الْـغَـرْقَـد, Baqīʿ al-Gharqad）の呼び名でも知られる。預言者ムハンマドの親類縁者や教友が多く眠る場所である。特にシーア派が重要視するファーティマ、ハサン、サッジャード、バーキル、サーディクの墓がある。
かつてはユダヤ教徒の墓地が隣接していたが、ウマイヤ朝のカリフがユダヤ教徒墓地側にあったウスマーンの墓をムスリム墓地に取り込むために境界の壁を取り壊し、ジャンナトゥル・バキー墓地を拡張した。ウマイヤ家がウスマーンの墓の上にクッバ（ドーム）を建てたのをきっかけに、墓地には霊廟建築が林立するようになった。ジャンナトゥル・バキー墓地は中世から19世紀に至るまで、全世界のハッジ帰りのムスリムが必ず詣でる場所になり、イブン・ジュバイルや、イブン・バットゥータを始め、当墓地の訪問体験を記述する旅行記（リフラ）は数多い。
19世紀に入るとアラビア半島にはシーア派イマームやスーフィー聖者の霊廟を偶像崇拝につながるものとして嫌うワッハーブ派が台頭した。ジャンナトゥル・バキー墓地の霊廟建築や墓標は、ワッハーブ派による徹底的な破壊にさらされ、以後21世紀現在に至るまで墓地にはカブルと呼ばれる墓穴しか残されていない。ジャンナトゥル・バキー墓地の取り扱いをめぐっては、ワッハーブ派と同盟を組んで両聖都の支配権を得たサウジアラビア王国とシーア派イランとの対立の争点の一つにもなっている。

## 名称

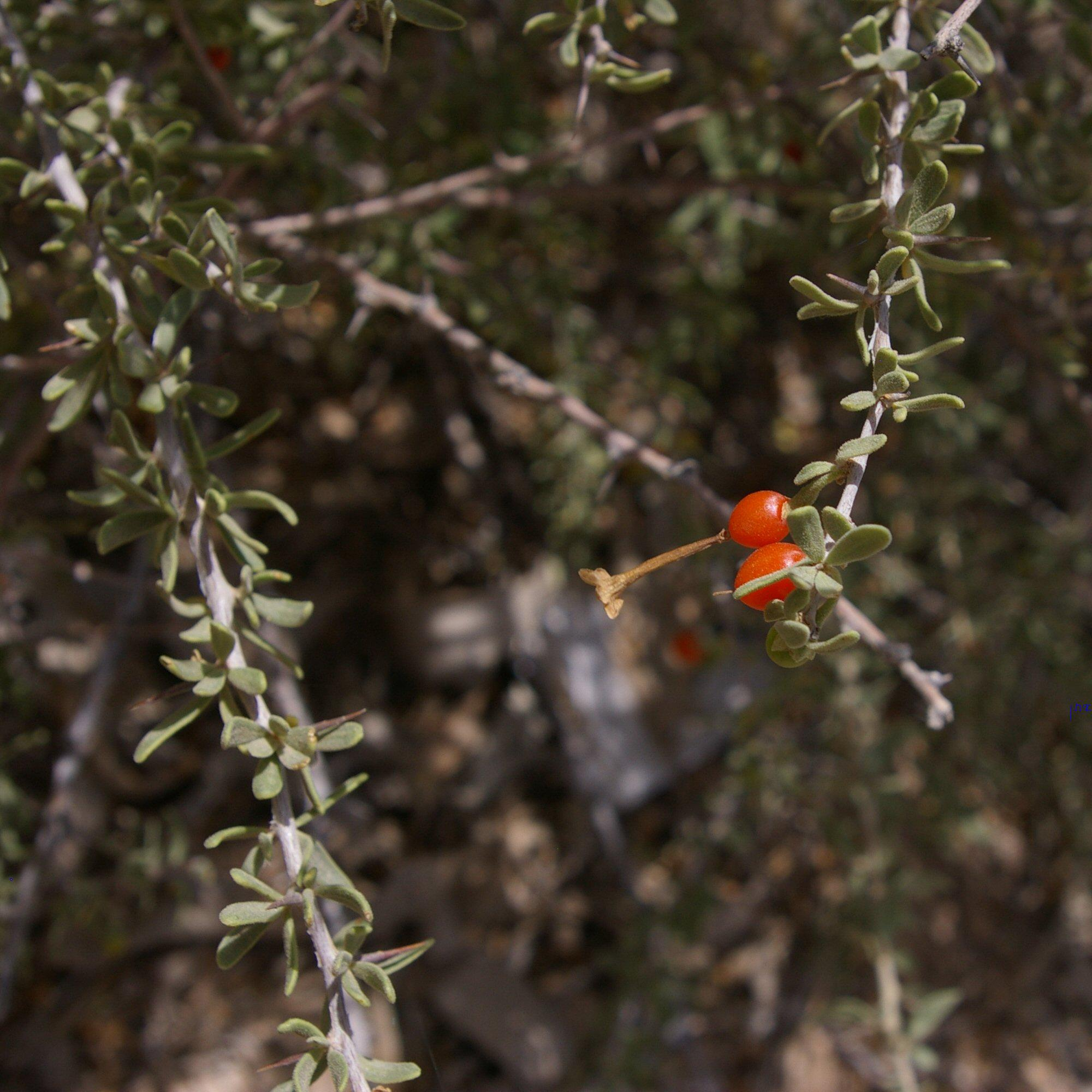
ガルカドの木

ジャンナトゥル・バキー墓地は、ハディースでは al-Baqīʿ al-Gharqad と呼ばれており、もともとは単に al-Baqīʿ と呼ばれた場所であった。al-Baqīʿ は「植物が根を生やすところ」を意味し、Gharqad が有刺低木を意味することから、ムハンマド・ブン・アブドゥッラーフがヤスリブに移住してきた当時、バキーには Lycium shawii か、Nitraria retusa が生い茂っていたのではないかと考えられている。後の時代になると、「園、楽園」を意味する Janna(t) が付加されて呼ばれるようになった。
記録によると、ムハンマドの移住当時、バキーの東にはナツメヤシ園があり西に家々が立ち並んでいた。バキーは街に近く、ウマイヤ朝期にユダヤ人墓地の敷地を取り込んでいることから、歴史学ではムハンマドらのヤスリブへのヒジュラ以前からバキーは公共墓地であったと考えられている。一方で、ムスリムにはバキーを始めて墓地としてしたのは預言者ムハンマドであると信じられている。

## 歴史
最初の埋葬者についてはアンサールとムハージルーンの間で伝承に相違がある。しかし、少なくとも、ムハージルーンの一人、ウスマーン・ブン・マズウーンが最初の一人であることには争いがない。ヒジュラ暦3年シャアバーン月3日、アビシニアへの避難にも参加した最古参のサハーバ、ウスマーンが亡くなった。ムハンマドはバキーに生えていた木を何本か抜かせて墓を作り、そこにウスマーンを埋葬した。
アンサールの伝承では、ヒジュラ後まもなくの頃、預言者モスクを立てているときに、アンサールのアサアド・ブン・ザラーラ（'Asa'ad Bin Zararah）という人物が亡くなったため、ムハンマドがアサアドの遺児2人からバキーの土地を購入し、そこを墓地にすることとした、とされる。アンサール側の伝承ではバキーに葬られた最初の人物がこのアサアドである。
また、ヒジュラ暦2年、ムハンマドがバドルへの遠征を行っている間には、娘のルカイヤ（ウスマーン・ブン・アッファーンの妻でもあった）が亡くなり、バキーに埋葬された。

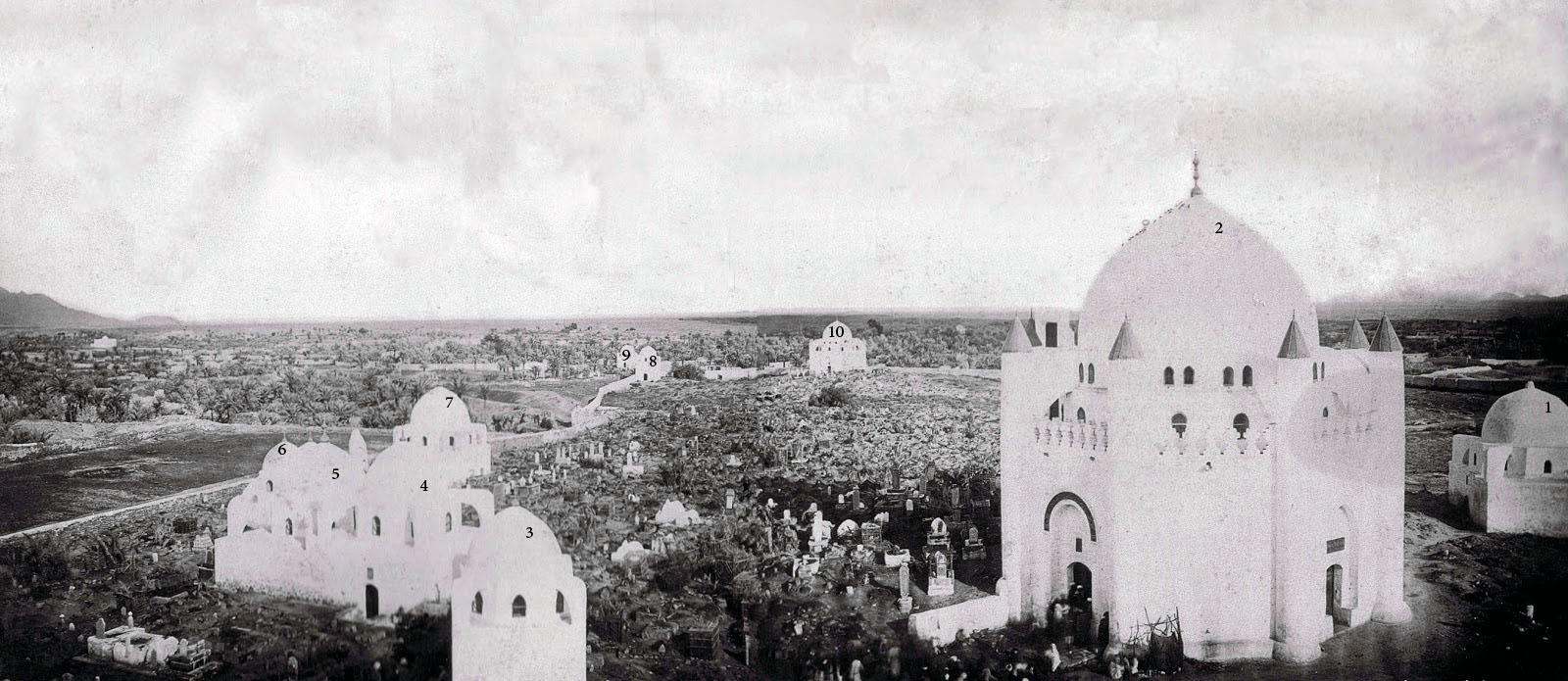
破壊される前のジャンナトゥル・バキー墓地を預言者モスクの高いところから写した写真

第3代正統カリフのウスマーン・ブン・アッファーンの埋葬場所はバキーの隣にあったユダヤ人墓地の中であったが、後のウマイヤ朝カリフ、ムアーウィヤ・ブン・アビー・スフヤーンはユダヤ人墓地とバキーの間にある壁を取り除き、ユダヤ人墓地の敷地をバキー墓地の敷地に組み入れた。これにはウスマーンを称揚する意図があったものと考えられている。ウスマーンはウマイヤ家出身であった。その後のウマイヤ朝カリフはウスマーンの墓の上にクッバと呼ばれるドームを建てた。
こうして、バキー墓地には、生前から又は没後にも崇敬を集める人物の墓の上にクッバが林立するようになった。ジャンナトゥル・バキー墓地には多くの巡礼者、旅行者が訪れるようになった。ウマル・ブン・ジュバイルはリフラ（旅行記）に次のように書いている。「バキー墓地はマディーナの町の東に位置し、バキー門という門をくぐって入る。門から入ってすぐ左に見える墓は、預言者の叔母さんのサフィーヤの墓である。その後ろにはマディーナのイマーム、マーリク・ブン・アナスの墓が見える。彼の墓の上には小さなクッバが建っている。（後略）」

## 破壊
19世紀始め、ナジュドに興ったワッハーブ派は、サウード家と盟約を結び、メッカとメディーナの支配権を握った。そして、彼らの信条にしたがって数多くの宗教施設や霊廟を壊し始めた。
1925年、サウード家のアブドゥルアズィーズ・ブン・サウードは、カーディー・アブドッラー・ブン・ブライヒドにジャンナトゥル・バキー墓地の破壊を合法とするフトゥバを出させて、破壊に正式な許可を出した。ワッハーブ派の信徒民兵（イフワーン）は、1925年4月21日（ヒジュラ暦1345年シャウワル月8日）水曜日に破壊を実行に移した。
ワッハーブ派の破壊振りは「どんな簡素な墓石でも壊す」という徹底的なものであった。ジャンナトゥル・バキー墓地はクッバ建築も内装飾りも何もかもが破壊され、持ち去られた。ワッハーブ派の破壊行為が行われていたちょうどその頃、エルドン・ラッター（Eldon Rutter）というイスラーム教に改宗したイギリス人がメッカを巡礼していた。ラッターはワッハーブ派の破壊行為を目撃し、英語で記録を残している。彼によると破壊は地震のようであったという。破壊直後の様子をラッターは次のように伝えている「墓地の全域にわたって目に入るものは何もない。わずかに、かたちのはっきりしない土くれと石の盛り上がり、木片や鉄の棒、石のブロックがあるだけだった。破壊された漆喰やレンガのかけらがそこかしこにばら撒かれていた」。

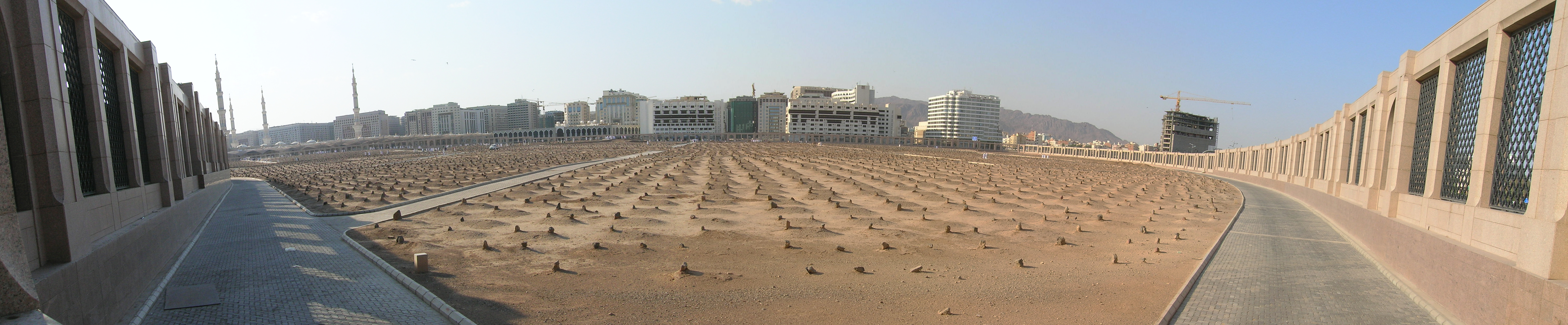
21世紀現在の墓地全景

パフラヴィー朝イランはジャンナトゥル・バキー墓地の再建を目的としてたびたび調査をしたが、こうした再建自体が墓地への2回目の破壊行為になると非難する意見もあった。イスラーム革命後のイランとシーア派は、墓地が破壊されたシャウワル月8日を「ヨウメ・ガム」（Yaum-e Gham, 「悲しみの日」の意）と呼び、を記念日とした。
サウード王家とワッハーブ派は批判を無視し続けていたが、墓廟建設の残骸を取り除き、歩道を設置するなど状況は改善されつつある。しかしながら、墓地にはカブル（قَـبْـر, qabr）と呼ばれる墓穴があるのみであり、荒涼としている。

## 著名な埋葬者
以下に、ジャンナトゥル・バキーに眠る人々の名前の一部を挙げる。ムハンマドの娘ファーティマの埋葬場所は、ルカイヤとザイナブの隣であると解説される場合もあるが、イランのシーア派には「不明」あるいは「本人の意向により詳しい場所は明らかにされていない」とされる。なお、ムハンマド自身の埋葬場所はアーイシャの家である。アーイシャの家は、ウマイヤ朝のワリード1世による預言者モスクの拡張の際、敷地の中に取り込まれた。

### ムハンマドの近親者
- ハリーマ・サアディーヤ（英語版）
- ファーティマ・ビント・アサド（英語版）
- アッバース・ブン・アブドゥルムッタリブ
- アーティカ・ビント・アブドゥルムッタリブ（英語版）
- ハディージャとマイムーナを除く、ムハンマドの妻たち
- イブラーヒーム・ブン・ムハンマド（英語版）
- ルカイヤ・ビント・ムハンマド（英語版）
- ザイナブ・ビント・ムハンマド（英語版）
- ファーティマ・ビント・ムハンマド

### アリーの近親者

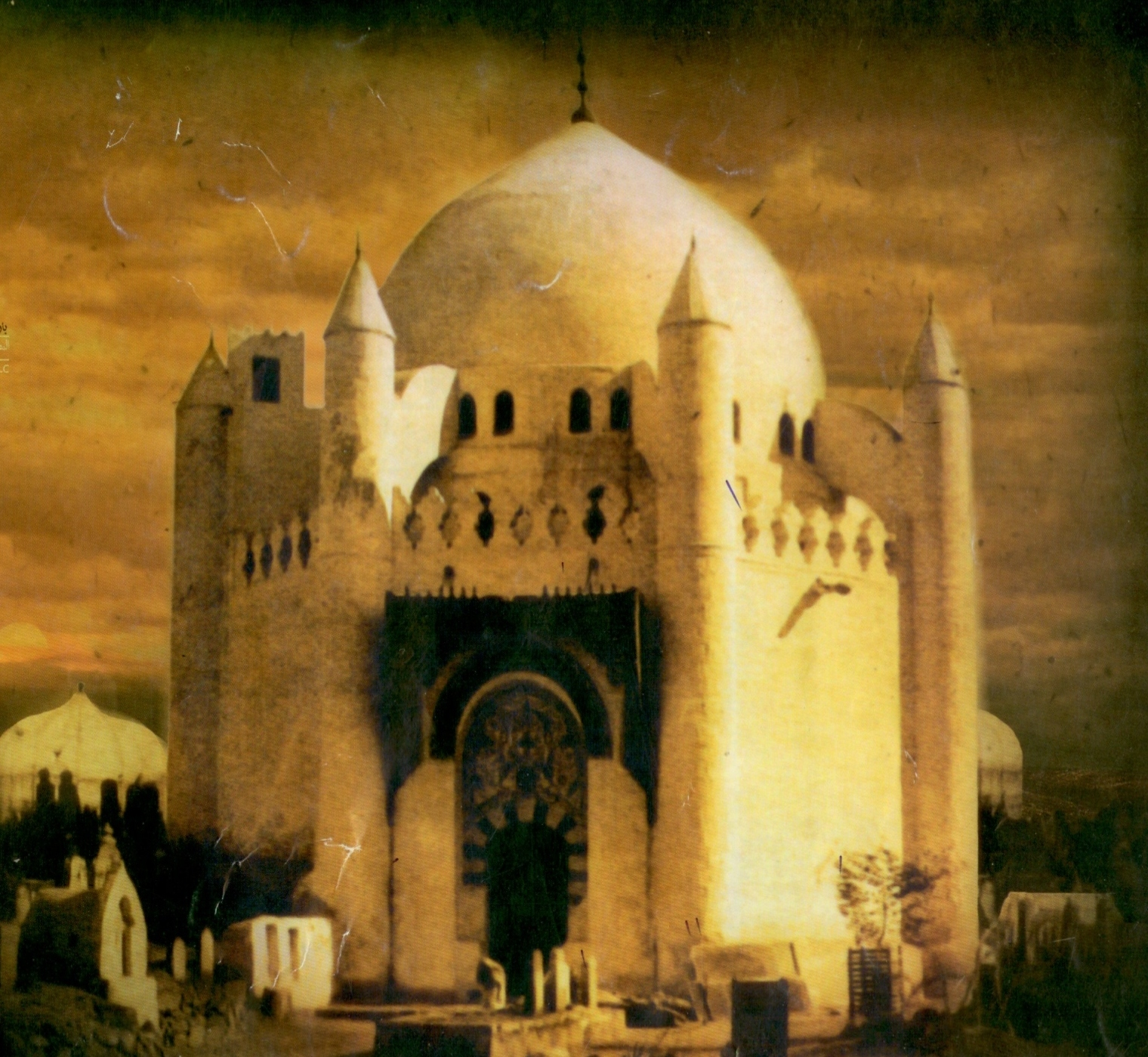
シーア派の四イマーム廟

- アキール・ブン・アビー・ターリブ（英語版）
- アブドゥッラーフ・ブン・ジャアファル（英語版）
- ウンムル・バニーン（英語版）
- ハサン・ブン・アリー
- アリー・ブン・フサイン（ザイヌル・アービディーン、サッジャード）
- ムハンマド・ブン・アリー（バーキル）
- ジャアファル・ブン・ムハンマド（サーディク）

### 埋葬された場所が知られている埋葬者
- ウスマーン・ブン・マズウーン（英語版）
- ウフドの戦いの戦死者たち
- ウスマーン・ブン・アッファーン
- アブー・サイード・フドリー（英語版）
- マーリク・ブン・アナス
- ナーフィイ・マダニー（英語版）
- アブデュルメジト2世

### 具体的な箇所は不明であるものの埋葬されている者
- ムハンマド・ハイヤー・シンディー（英語版）
- シャミール
- ムハンマド・タンターウィー
- リビア王イドリース1世
- ハサン・サヌースィー（英語版）
- ムハンマド・ザカリヤー・カーンドハラウィー（英語版）, Author of Fazael-e-A'maal）